# Карл Фріч (гауптштурмфюрер СС)
Карл Фріч (нім. Karl Fritzsch; 10 липня 1903 — 2 травня 1945) — гауптштурмфюрер СС, службовець різноманітних концтаборів, заступник коменданта табору смерті Аушвіц.

## Біографія
Карл Фріч народився в Богемії в родині муляра, який заробляв на життя будівництвом печей. У пошуках роботи його батько дуже часто переїжджав з місця на місце, через що Карл так і не зміг отримати повноцінну шкільну освіту. Кілька років Фріч-молодший служив на суднах, що курсували по Дунаю. У 1928 році він одружився, від шлюбу у нього народилося троє дітей, а в 1942 році він розлучився.
У 1930 році Фріч вступає в НСДАП (партійний квиток №261 135) і в СС (№7 287), в рядах яких вирішує зробити кар'єру. У 1934 році він вступає на службу в концтабір Дахау.
У травні 1940 року він стає першим шутцгафтлагерфюрером (заступником коменданта) Аушвіца Рудольфа Гьосса. В Аушвіці Фріч швидко здобув жахливу репутацію. В'язні боялися його чи не більше, ніж самого Гьосса. Разом із останнім Фріч був відповідальний за відбір смертників, приречених на голодну смерть в бункері в разі втечі їхніх товаришів.
Фріч також дуже любив використовувати психологічні тортури. За спогадами в'язнів, перед Різдвом 1940 року він влаштував кошмарний Святвечір. За його наказом есесівці на площі, де проводилася перевірка ув'язнених, встановили різдвяну ялинку. Ялинка була прикрашена електричними вогниками, а під нею було повалено безліч трупів закатованих в'язнів. Фріч оголосив, що ці трупи — його подарунок тим, хто поки ще залишався живим, і заборонив співати польські різдвяні пісні.
29 липня 1941 року Фріч відібрав 10 в'язнів, яким було призначено померти від голоду через втечу їхнього товариша. Але одного з них, польського сержанта Франтішека Гаєвнічека, він пощадив, оскільки замість нього добровільно зголосився йти на страту священик-францисканець Максиміліан Марія Кольбе. В результаті Гаєвнічек пережив ув'язнення в Аушвіці і вийшов на свободу в 1945 році, а Максиміліана Кольбе за подвиг самопожертви зарахували до лику святих мучеників.
Саме Фріч запропонував випробувати смертельну отруту «Циклон Б» на придатність для масових вбивств. Наприкінці серпня 1941 року Рудольф Гьосс поїхав у відрядження, а в його відсутність Фріч випробував дію «Циклону Б» на радянських військовополонених. Коли Гьосс повернувся, результати експерименту йому сподобалися, і Фріч вже в його присутності ще кілька разів випробував дію газу на людях.
15 січня 1942 року Фріча перевели на аналогічну посаду в концтабір Флоссенбюрг. З початку серпня по жовтень того ж року він тимчасово виконував обов'язки коменданта табору.
У жовтні 1943 року Фріч був заарештований за підозрою у фінансових махінаціях. Військовий трибунал визнав його винним, розжалував у рядові і відправив у штрафбат СС (18-я добровольча танко-гренадерська дивізія СС «Горст Вессель»). Подальша його доля невідома. Можливо, він був убитий в Берлінській битві. Однак, за деякими радянськими джерелами, в 1945 році британська розвідка MI6 схопила його в Норвегії.